# East Renfrewshire (circonscription du Parlement britannique)
Pour l’article homonyme, voir East Renfrewshire.
Circonscription parlementaire de la Chambre des communes
East Renfrewshire est une circonscription électorale écossaise permettant l'élection d'un député à la Chambre des communes du Parlement du Royaume-Uni.

## Liste des députés
- 1885-1983

| Élection | Élection     | Député                    | Parti              |
| -------- | ------------ | ------------------------- | ------------------ |
|          | 1885         | James Finlayson           | Parti libéral      |
|          | 1886         | Michael Hugh Shaw-Stewart | Parti conservateur |
|          | 1906         | Robert Laidlaw            | Parti libéral      |
|          | janvier 1910 | John Gilmour              | Parti unioniste    |
|          | 1918         | Joseph Johnstone          | Coalition libérale |
|          | 1922         | Robert Nichol             | Parti travailliste |
|          | 1924         | Alexander Munro MacRobert | Parti unioniste    |
|          | 1930         | Douglas Douglas-Hamilton  | Parti unioniste    |
|          | 1940         | Guy Lloyd                 | Parti unioniste    |
|          | 1959         | Betty Harvie Anderson     | Parti unioniste    |
|          | 1979         | Allan Stewart             | Parti conservateur |

- Depuis 2005

| Élection | Élection | Député         | Parti                   |
| -------- | -------- | -------------- | ----------------------- |
|          | 2005     | Jim Murphy     | Parti travailliste      |
|          | 2015     | Kirsten Oswald | Parti national écossais |
|          | 2017     | Paul Masterton | Parti conservateur      |
|          | 2019     | Kirsten Oswald | Parti national écossais |